# Угаринка (присілок)
Угаринка (рос. Угаринка) — присілок в Себезькому районі Псковської області Російської Федерації.
Населення становить 32 особи. Входить до складу муніципального утворення Себезьке муніципальне утворення.

## Історія
Від 2015 року входить до складу муніципального утворення Себезьке муніципальне утворення.

## Населення
| 2001 | 2002 | 2010 |
| ---- | ---- | ---- |
| 12   | ↗20  | ↗32  |